# Somogyzsitfa
Somogyzsitfa é um município da Hungria, situado no condado de Somogy. Tem 27,22 km² de área e sua população em 2019 foi estimada em 584 habitantes.